# Рей, Матиас
Матиас Алехандро Рей (исп. Matías Alejandro Rey, 1 декабря 1984, Буэнос-Айрес, Аргентина) — аргентинский хоккеист (хоккей на траве), защитник. Олимпийский чемпион 2016 года, участник летних Олимпийских игр 2012 года, бронзовый призёр чемпионата мира 2014 года, двукратный чемпион Америки 2013 и 2017 годов, двукратный чемпион Панамериканских игр 2015 и 2019 годов, серебряный призёр Панамериканских игр 2007 года.

## Биография
Матиас Рей родился 1 декабря 1984 года в Буэнос-Айресе.
До 2005 года играл в хоккей на траве за «Сан-Фернандо», после чего перешёл в испанский «Поло». Через 15 лет вернулся в «Сан-Фернандо».
С 2006 года выступает за сборную Аргентины, провёл 210 матчей.
В 2008 году стал бронзовым призёром Трофея чемпионов.
В 2014 году завоевал бронзовую медаль чемпионата мира в Гааге.
В 2016 году вошёл в состав сборной Аргентины по хоккею на траве на летних Олимпийских играх в Рио-де-Жанейро и завоевал золотую медаль. Играл на позиции защитника, провёл 7 матчей, забил 1 мяч в ворота сборной Германии.
В сезоне-2016/2017 завоевал серебряную медаль Мировой лиги.
В 2013 и 2017 годах выигрывал золотые медали чемпионата Америки.
Дважды завоёвывал золотые медали хоккейных турниров Панамериканских игр — в 2015 году в Торонто и в 2019 году в Лиме. Кроме того, выиграл серебро в 2007 году в Рио-де-Жанейро.

## Семья
Старший брат Матиаса Рея Лукас Рей (род. 1982) также выступал за сборную Аргентины по хоккею на траве, в 2016 году стал олимпийским чемпионом. Кроме того, участвовал в летних Олимпийских играх 2004 и 2012 годов.